# Sminthopsis stalkeri
Sminthopsis stalkeri is een roofbuideldier uit het geslacht van de smalvoetbuidelmuizen. De wetenschappelijke naam van de soort werd voor het eerst geldig gepubliceerd door Oldfield Thomas in 1906.

## Taxonomie
De soort wordt traditioneel als ondersoort van Sminthopsis macroura gerekend, maar uit onderzoek is gebleken dat hij hiervan genetisch verschilt. Sinds 2020 wordt het dier als aparte soort gerekend door sommige auteurs.

## Voorkomen
De soort komt voor in noordelijk Centraal-Australië, in de deelstaten West-Australië, Queensland en het Noordelijk Territorium.
Sminthopsis aitkeni · Sminthopsis archeri · Sminthopsis bindi · Sminthopsis boullangerensis · Sminthopsis butleri · Dikstaartsmalvoetbuidelmuis (Sminthopsis crassicaudata) · Sminthopsis dolichura · Sminthopsis douglasi · Sminthopsis froggatti · Sminthopsis fuliginosus · Sminthopsis gilberti · Sminthopsis granulipes · Sminthopsis griseoventer · Sminthopsis hirtipes · Sminthopsis leucopus · Sminthopsis macroura · Gewone smalvoetbuidelmuis (Sminthopsis murina) · Sminthopsis ooldea · Sminthopsis psammophila · Sminthopsis stalkeri · Sminthopsis virginiae · Sminthopsis youngsoni